# Arrocera Procipa
Arrocera Procipa ist eine Ortschaft in Uruguay.

## Geographie
Sie befindet sich auf dem Gebiet des Departamento Treinta y Tres in dessen Sektor 2. Arrocera Procipa liegt nördlich von Villa Passano und südwestlich von General Enrique Martínez.

## Einwohner
Arrocera Procipa hatte bei der Volkszählung im Jahre 2011 21 Einwohner, davon acht männliche und 13 weibliche. Bei den vorhergehenden Volkszählungen von 1963 bis 2004 wurden für den Ort keine statistischen Daten erfasst.
| Jahr | Einwohner |
| ---- | --------- |
| 1996 | -         |
| 2004 | -         |
| 2011 | 21        |

Quelle: Instituto Nacional de Estadística de Uruguay